# Mario de las Casas
Mario de las Casas Ramirez (Lima, 12 agosto 1905 – Callao, 10 ottobre 2002) è stato un calciatore peruviano.

## Carriera
In carriera, de las Casas giocò per l'Universitario e per il Perù col quale prese parte al Mondiale 1930 e al Campeonato Sudamericano de Football 1935.

## Palmarès

### Club

#### Competizioni nazionali
- Campionato peruviano: 1

Universitario: 1929